# Distrikt Santa Rosa (Jaén)
Der Distrikt Santa Rosa liegt in der Provinz Jaén in der Region Cajamarca im Norden Perus. Der Distrikt wurde am 28. Dezember 1943 gegründet. Er besitzt eine Fläche von 268 km². Beim Zensus 2017 wurden 10.630 Einwohner gezählt. Im Jahr 1993 lag die Einwohnerzahl bei 14.299, im Jahr 2007 bei 12.145. Sitz der Distriktverwaltung ist die 1240 m hoch gelegene Ortschaft Santa Rosa mit 1540 Einwohnern (Stand 2017). Santa Rosa befindet sich 40 km nordöstlich der Provinzhauptstadt Jaén.

## Geographische Lage
Der Distrikt Santa Rosa befindet sich in der peruanischen Zentralkordillere im äußersten Osten der Provinz Jaén. Der Río Chinchipe fließt entlang der westlichen und südlichen Distriktgrenze in überwiegend südöstliche Richtung und mündet schließlich in den nach Nordosten strömenden Río Marañón. Letzterer begrenzt den Distrikt ein kurzes Stück im Südosten.
Der Distrikt Santa Rosa grenzt im Südwesten und im Westen an den Distrikt Bellavista, im Nordwesten an den Distrikt Huarango (Provinz San Ignacio), im Osten an den Distrikt Aramango (Provinz Bagua) sowie im Südosten an den Distrikt Bagua (ebenfalls in der Provinz Bagua).

## Ortschaften
Neben dem Hauptort gibt es folgende größere Ortschaften im Distrikt:
- Chuyayacu
- El Diamante
- Legido
- Los Naranjos
- Montango
- Puentecillos
- Puerto Huallape
- Shumbana